# Крабы-плавунцы
Крабы-плавунцы (лат. Portunidae) — семейство морских плавающих крабов надсемейства Portunoidea.

## Внешний вид и строение
Представители семейства характеризуются преобразованием пятой пары ног в широкие лопасти, которые используются крабообразными для плавания. Эта способность, вместе с сильными острыми клешнями, позволяет многим видам быть быстрыми и агрессивными хищниками.

## Таксономия
Границы семейства изменчивы, при этом некоторые авторы считают Carcinidae, «Catoptridae» и «Macropipidae» отдельными семействами, а другие полагают их подсемействами расширенного семейства Portunidae. Крабы-плавунцы достигают максимального видового разнообразия в Тихом и Индийском океанах.
Caphyrinae Guérin, 1832
- Caphyra Guérin, 1832
- Coelocarcinus Edmondson, 1930
- Lissocarcinus Adams & White, 1849
- † Mioxaiva Müller, 1978

Carcininae MacLeay, 1838
- Carcinus Leach, 1814
- † Cicarnus Karasawa & Fudouji, 2000
- Echinolatus Davie & Crosnier, 2006
- † Miopipus Müller, 1984
- Portumnus Leach, 1814
- Xaiva MacLeay, 1838

Carupinae Paul’son, 1875
- Carupa Dana, 1851
- Catoptrus A. Milne-Edwards, 1870
- Libystes A. Milne-Edwards, 1867
- † Neptocarcinus Lőrenthey, 1898
- † Rakosia Müller, 1984
- Richerellus Manning & Felder, 1989

Podophthalminae Dana, 1851
- Euphylax Stimpson, 1860
- Podophthalmus Lamarck, 1801
- † Psygmophthalmus Schweitzer, Iturralde-Vinent, Hetler & Velez-Juarbe, 2006
- † Sandomingia Rathbun, 1919
- † Saratunus Collins, Lee & Noad, 2003
- † Viaophthalmus Karasawa, Schweitzer & Feldmann, 2008

Polybiinae Ortmann, 1893
- Bathynectes Stimpson, 1871
- Benthochascon Alcock & Anderson, 1899
- † Boschettia Busulini, Tessier, Beschin & De Angeli, 2003
- Brusinia Števčić, 1991
- Coenophthalmus A. Milne-Edwards, 1879
- † Falsiportunites Collins & Jakobsen, 2003
- † Gecchelicarcinus Beschin, Busulini, De Angeli & Tessier, 2007
- Liocarcinus Stimpson, 1871
- Macropipus Prestandrea, 1833
- † Maeandricampus Schweitzer & Feldmann, 2002
- † Megokkos Schweitzer & Feldmann, 2000
- † Minohellenus Karasawa, 1990
- Necora Holthuis, 1987
- Nectocarcinus A. Milne-Edwards, 1860
- † Ophthalmoplax Rathbun, 1935
- Ovalipes Rathbun, 1898a
- Parathranites Miers, 1886
- † Pleolobites Remy, 1960
- Polybius Leach, 1820
- † Pororaria Glaessner, 1980
- † Portufuria Collins, Schulz & Jakobsen, 2005
- † Portunites Bell, 1858
- † Proterocarcinus Feldmann, Casadío, Chirino-Gálvez & Aguirre-Urreta, 1995
- Raymanninus Ng, 2000
- † Rhachiosoma Woodward, 1871

Portuninae Rafinesque, 1815
- † Acanthoportunus Schweitzer & Feldmann, 2002
- Arenaeus Dana, 1851
- Atoportunus Ng & Takeda, 2003
- Callinectes Stimpson, 1860
- Carupella Lenz in Lenz & Strunck, 1914
- † Colneptunus Lőrenthey in Lőrenthey & Beurlen, 1929
- Cronius Stimpson, 1860
- † Euronectes Karasawa, Schweitzer & Feldmann, 2008
- Laleonectes Manning & Chace, 1990
- Lupella Rathbun, 1897
- Lupocyclus Adams & White, 1849
- † Necronectes A. Milne-Edwards, 1881
- Portunus Weber, 1795
- † Pseudoachelous Portell & Collins, 2004
- Sanquerus Manning, 1989
- Scylla De Haan, 1833

Thalamitinae Paul’son, 1875
- Charybdis De Haan, 1833
- † Eocharybdis Beschin, Busulini, De Angeli & Tessier, 2002
- Gonioinfradens Leene, 1938
- Thalamita Latreille, 1829
- Thalamitoides A. Milne-Edwards, 1869

incertae sedis
- † Enoplonotus A. Milne-Edwards, 1860
- † Neptunus  de Haan 1839